# Bailando
Bailando var en hit av den belgiska gruppen Paradisio 1996-1997. Den nådde förstaplatsen på försäljningslistorna över singlar i Italien, Danmark, Norge,  Finland och Sverige. Den sålde över 550.000 exemplar i Frankrike. I Sverige var den bästsäljande singel, och sålde trippelplatinum. En av den sommarens största sommarplågor.
Nederländske artisten Loona gjorde 1998 en cover på låten.
"Bailando" återlanserades i Finland 2009 under titeln "Bailando Me Dices Adios". Den släpptes då i fem olika versioner.

## Låtlista
| 1. "Bailando" (video version) (3:50) 2. "Bailando" (instrumental extended mix) (6:48) Belgien 1 1. "Bailando" (extended radio version) (6:50) 2. "Bailando" (discoteca remix) (6:52) 3. "Bailando" (ritmo el mas locomix) (6:50) 4. "Bailando" (original discoteca drums mix) (6:50) 5. "Bailando" (transologik remix) (7:08) 6. "Bailando" (radio version) (3:50) Belgien 2 1. "Bandolero" (discoteca action remix) (7:05) 2. "Bandolero" (discoteca action remix short mix) (4:13) 3. "Bandolero" (after party remix) (6:00) 4. "Bandolero" (video edit) (3:54) 5. "Bandolero" (U.S. power club remix) (7:43) Finland, Sverige 1. "Bailando" (radio version) (3:48) 2. "Bailando" (2 fabiola remix) (5:05) 3. "Bailando" (discoteca remix) (6:50) 4. "Bailando" (extended radio mix) (6:48) 5. "Bailando" (ritmo el mas locomix) (6:48) 6. "Bailando" (original discoteca drums) (6:49) Tyskland 1. "Bailando" (radio version) (3:48) 2. "Bailando" (extended radio version) (6:48) 3. "Bailando" (original discoteca drums mix) (6:47) 4. "Bailando" (ritmo el mas locomix) (6:48) 5. "Bailando" (Ibiza remix) (5:05) | Andra länder 1. "Bailando" (radio version) (3:50) 2. "Bailando" (ritmo el mas locomix) (6:50) 3. "Bailando" (discoteca drums mix) (6:50) Belgien 1. "Bailando" (original discoteca drums mix) (6:50) 2. "Bailando" (discoteca remix) (6:52) 3. "Bailando" (transologik remix) (7:08) Tyskland 1. "Bailando" (Ibiza remix) 2. "Bailando" (original discoteca drums mix) Italien, Spanien 1. "Bailando" (extended radio version) (6:50) 2. "Bailando" (radio version) (3:50) 3. "Bailando" (discoteca remix) (6:52) 4. "Bailando" (transologik remix) (7:08) USA 1. "Bailando" (extended radio version) (6:49) 2. "Bailando" (original discoteca drums mix) (6:49) 3. "Bailando" (transologik remix) (7:05) 4. "Bailando" (instrumental extended mix) (6:49) |

## Listplaceringar
| Lista (1996-1997)   | Topplacering |
| ------------------- | ------------ |
| Belgien (Flandern)  | 2            |
| Belgien (Vallonien) | 8            |
| Finland             | 1            |
| Frankrike           | 4            |
| Nederländerna       | 25           |
| Norge               | 1            |
| Sverige             | 1            |

## Certifiering
| Land    | Certifiering | Datum           | Certifierade exemplar |
| ------- | ------------ | --------------- | --------------------- |
| Norge   | 2 x platina  | 1997            | 80 000                |
| Sverige | 3 x platina  | 14 augusti 1997 | 60 000                |